# بير نوغويرا
بير نوغويرا (بالإسبانية: Pere Noguera)‏ هو فنان تنصيبي إسباني، ولد في 10 ديسمبر 1941 في لا بيسبال ديل أمبوردان في إسبانيا.